# 朝日信用金庫
朝日信用金庫（あさひしんようきんこ、英語：Asahi Shinkin Bank）は、東京都台東区に本店、東京都千代田区東神田に本社を置く大手信用金庫である。

## 概要
1923年（大正12年）産業組合法に基づき「有限責任信用組合都民金庫」として設立。
主に東京都区部と隣接する千葉県西部（市川市、船橋市、松戸市）および埼玉県三郷市に店舗網を展開する。東京商工リサーチのメインバンク調査によると、都内企業の取引社数ベースのシェアは1.91%で多摩信用金庫に次ぐ7位（2023年）。
全国信用金庫協会、東京都信用金庫協会、信金中央金庫、東京商工会議所加盟。

## 沿革
- 1923年（大正12年）08月 - 有限責任信用組合都民金庫が発足。
- 1930年（昭和5年）02月 - 有限責任上野信用組合に名称変更。
- 1943年（昭和18年）08月 - 上野信用組合に組織変更。
- 1951年（昭和26年）10月 - 上野信用金庫に組織変更。
- 1968年（昭和43年）03月 - 庶民信用金庫と合併し、朝日信用金庫に名称変更。
- 1971年（昭和46年）07月 - オンラインがスタート。
- 1984年（昭和59年）09月 - 外国為替公認銀行となる。
- 1996年（平成8年）03月 - 財団法人朝日中小企業経営情報センター設立。
- 2001年（平成13年）01月 - 勘定系システムを日本ユニシス(現:BIPROGY)のSBI21に更新した[4]。
- 2002年（平成14年）01月 - 江戸川信用金庫、共積信用金庫、文京信用金庫と合併。
- 2004年（平成16年）04月 - 「コラボ産学官」の設立支援[5]。
- 2007年（平成19年）04月 - CSR経営を本格的にスタート。
- 2017年（平成29年）12月 - 「東京下町ネット支店」開設[6]。
- 2018年（平成30年）
  - 03月 - 谷根千エリア活性化のため民間都市開発推進機構とファンドを設立[7]。
  - 12月 - 災害時の帰宅困難者受け入れで台東区と協定[8]。
- 2026年（令和8年）5月 - 勘定系システムを BIPROGYのOptBAE2.0に更新する予定である[9]。

## 主な活動

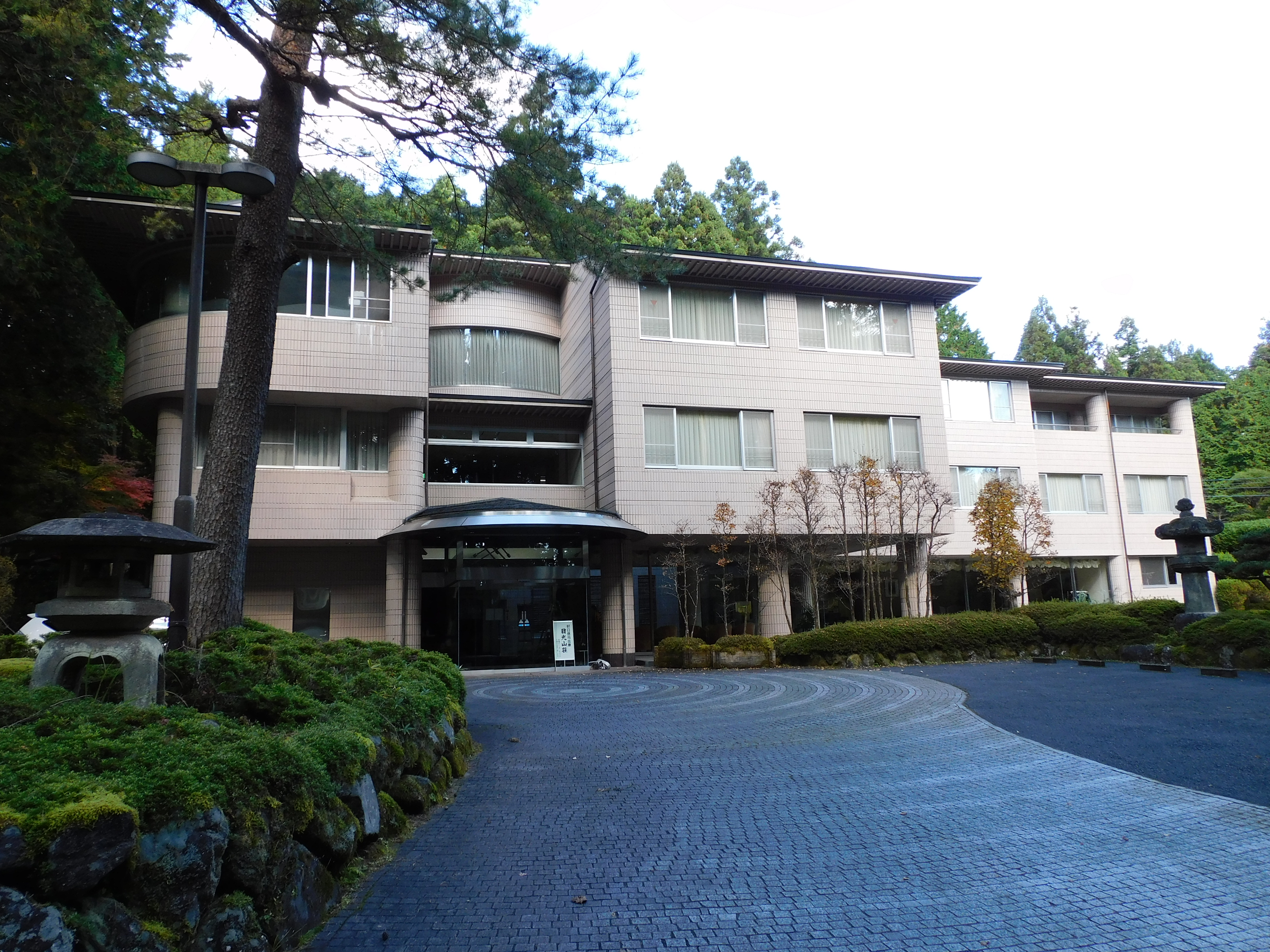
朝日信用金庫日光山荘（保養所）

- ペットボトルのキャップを集めて発展途上国の子どもにワクチンを贈る「エコキャップ推進活動」を2008年から行っている。全店舗のATMコーナーに回収ボックスを設置して、2012年1月の累計で50,497,360個を集めている（ワクチン63,121人分）。
- 全店舗のATMコーナーにAED（自動体外式除細動器）を設置している。
- コロナ禍のもと、浅草での活動がドキュメンタリー番組として放送された（2021年2月）[10][11]。
- 2021年8月に、70代女性顧客と連絡がつかなくなったのを不審に思った墨田区内の支店の職員2人が女性宅を訪ねたところ、自信金職員を名乗る男がいたため、取り押さえて警察官に引き渡した[12]。翌9月、特殊詐欺を防止したとして、2人は本所警察署から感謝状を贈呈された[12]。
- ロシアによるウクライナ侵攻を受け、理事長の発案によりウクライナ避難民の女性を嘱託職員として採用。女性は欧州のメガバンクでのキャリアがあり、国際業務部に配属された[13]。

## 関連会社
- 朝日ビジネスサービス株式会社
- 朝日総合管財株式会社

## 不祥事
- 2006年5月 - 朝日信金店舗や子会社で顧客預金横領等が多発しているとして、関東財務局から業務改善命令を受けた[14][15]。
- 2020年2月 - 足立支店に勤務していた男性職員（26歳）が2019年10月21日から2020年1月24日までの間、16の顧客の預金から196万2,000 円を着服。金庫は男性職員を2月29日付で懲戒解雇処分とした[16]。